# Рид, Мэри
Мэри Джейн Рид (англ. Mary Jane Read; род. около 1685, Лондон — 28 апреля 1721, Порт-Ройал, Ямайка) — английская пиратка.

## Биография
Практически единственным источником биографии о данной персоне является «Всеобщая история пиратов» Чарльза Джонсона (1724).
С детства Мэри была вынуждена изображать мальчика. Её мать, вдова, переодевала незаконнорождённую девочку в одежду рано умершего сына, чтобы избежать подозрений со стороны богатой свекрови.
В 15 лет Мэри уехала во Фландрию, где она, переодетая в мужчину, и под мужским именем Вилли, была зачислена в пехотный полк в должности кадета. Несмотря на демонстрацию отчаянной смелости, не смогла добиться карьерного роста. Тогда она распрощалась с пехотой и пошла служить в кавалерию, где провела несколько блестящих операций, за что заслужила уважение со стороны всего командующего состава.
В скором времени юная Мэри без памяти влюбилась в одного офицера, который был её товарищем по оружию. Её избранник не мог понять странных знаков внимания со стороны своего сослуживца и начал подозревать, что "Вилли" гомосексуален. Однако вскоре Мэри нашла способ, чтобы невзначай раскрыть свою тайну. Когда полк отошёл на зимние квартиры, Мэри купила себе женскую одежду и пришла к офицеру, в дальнейшем они открыто поженились. После свадьбы пара сняла дом около замка в Бреда и оборудовали там таверну «The Three Horseshoes».
Последующую жизнь Мэри перевернула неожиданная смерть ее мужа. Овдовевшей женщине пришлось снова возвращаться в мужской образ. На голландском корабле она направилась в Вест-Индию; где, по слухам, было много золота; чтобы начать там новую жизнь. Однако корабль был захвачен английскими пиратами, которые отпустили его плыть дальше, после того, как разграбили, но Мэри Рид, как «единственный англичанин» на борту корабля, была ими оставлена на пиратском шлюпе. На пиратском корабле она познакомилась с Энн Бонни, и они стали сожительствовать с капитаном Джеком Рэкхемом. В 1720 году команда была поймана губернатором Ямайки. Мэри, как и все, была приговорена к повешению, однако её приговор, как и приговор Энн, откладывался по причине беременности.
В 1721 году Мэри умерла в тюрьме. Причина смерти неизвестна, но называются две версии: смерть при родах, либо тайное убийство.

## В кино
- 1961 — итало-французский фильм «Приключения Мэри Рид[англ.]». В заглавной роли Лиза Гастони.
- 1995 — сериал «Пираты»[2]. В роли Мэри Рид Сара Мэр-Томас.
- 1998 — фильм «Пираты»[3]. В роли Мэри Рид Рашель Ферьяни.
- 2006 — фильм «Настоящие карибские пираты»[4]. В роли Мэри Рид Кимберли Адэр.
- 2014—2017 — сериал «Чёрные паруса»[5]. В роли Мэри Рид Кара Робертс (появляется в качестве эпизодического персонажа в финале последней серии 4-го сезона).

## В компьютерных играх
- Присутствует в игре Tropico 2: Pirate Cove
- Присутствует в игре Assassin’s Creed IV: Black Flag
- Присутствует в игре Europa Universalis IV
- Присутствует в игре Fate/Grand Order
- Присутствует в игре Lineage 2